# イーザル川
イーザル川 (イーザルがわ、ドイツ語: Isar, ドイツ語発音: [ˈiːzar]) は、オーストリアのチロル州とドイツのバイエルン州を流れるドナウ川の支流の河川。
水源はチロルのカルヴェンデル。まもなく国境を越え、バイエルン州内を南から北西へバート・テルツ、ミュンヘン、ドイツ博物館が立つ中州、フライジング、モースブルク・アン・デア・イーザル、ランツフート、ランダウ・アン・デア・イーザルの順に通過し、デッゲンドルフでドナウ川に合流する。